# منطقه سبز (فیلم)
منطقه سبز (انگلیسی: Green Zone) فیلمی در ژانر جنگی، دلهره‌آور سیاسی، و درام به کارگردانی پل گرینگرس است که در سال ۲۰۱۰ منتشر شد.

## داستان فیلم
داستان فیلم در مورد گروهبان میلر (مت دیمون) است که یک افسر آمریکایی در جنگ عراق بوده و هدفش از آمدن به عراق، کشف سلاح‌های کشتار جمعی و نجات جان بشریت است اما وقتی هیچ چیزی پیدا نمی‌کند، خود به دنبال دلایل این موضوع گشته و به کمک یک فرد عراقی به دنبال ژنرال الراوی می‌گردد.
همزمان، تیم دیگری از سربازان آمریکایی موظف می‌شوند که با کشف حقایق توسط گروهبان میلر مقابله کنند.
پس از درگیری‌های میان این دو گروه از سربازان آمریکایی، میلر موفق به دیدن ژنرال الراوی می‌شود و ژنرال می‌گوید که ما تمام تسلیحات شیمیایی خود را طبق دستور آمریکا نابود کرده‌ایم و این تنها بهانه‌ای برای اشغال عراق بوده است.
در آخر، میلر تمام حقایق را در اینترنت توسط یک خبرنگار در آمریکا منتشر می‌کند تا در دسترس عموم مردم قرار بگیرد.

## بازیگران
- مت دیمون
- گرگ کینر
- برندن گلیسون
- ایمی رایان
- جیسون آیزکس
- مایکل اونیل
- عمر بردونی